# Olympische Sommerspiele 1996/Leichtathletik – Dreisprung (Männer)

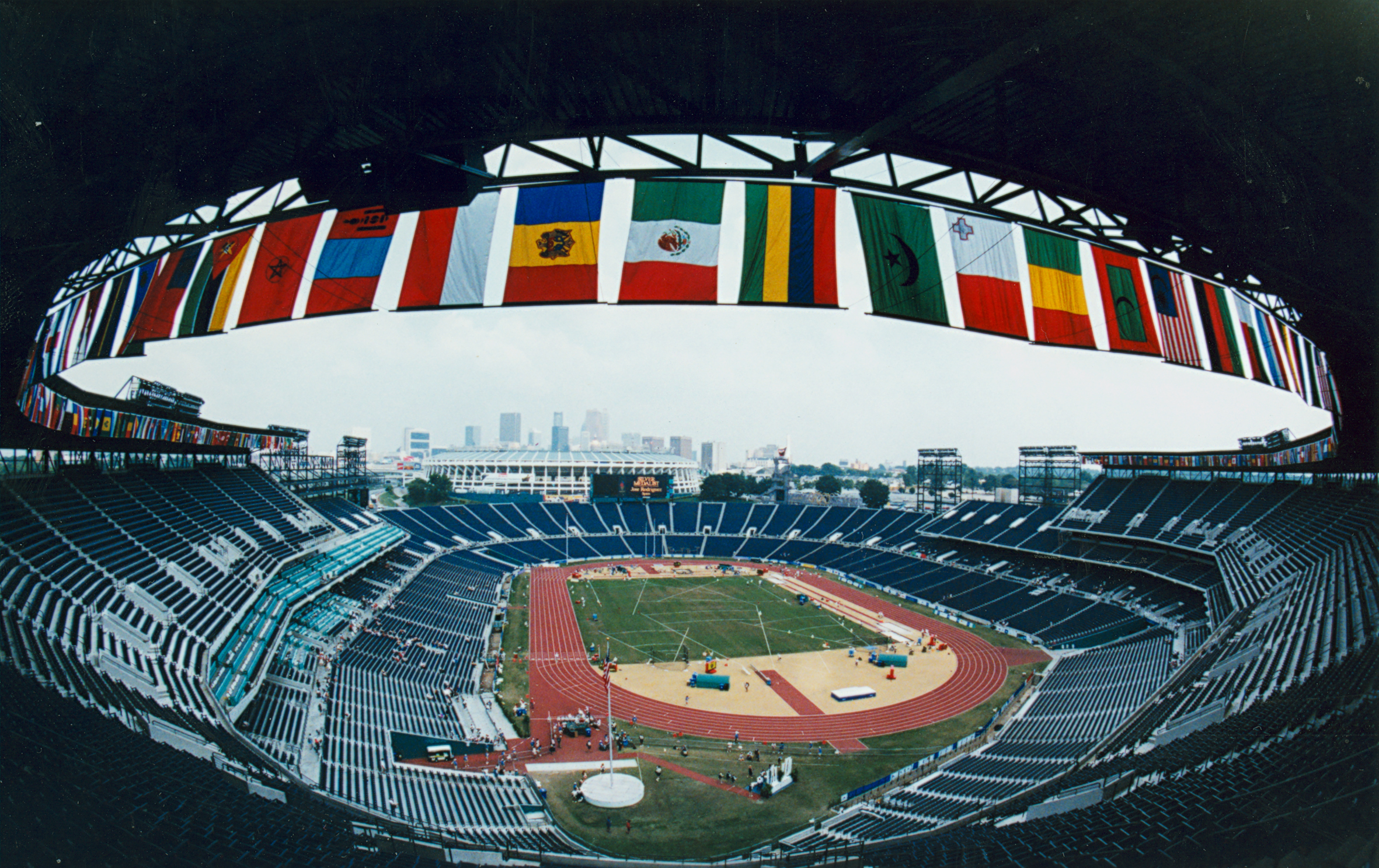
Das Centennial Olympic Stadium von Atlanta im Jahr 1996

Der Dreisprung der Männer bei den Olympischen Spielen 1996 in Atlanta wurde am 26. und 27. Juli 1996 im Centennial Olympic Stadium ausgetragen. 42 Athleten nahmen teil.
Olympiasieger wurde der US-Amerikaner Kenny Harrison. Er gewann vor Jonathan Edwards aus Großbritannien und dem Kubaner Yoelbi Quesada.
Für Deutschland startete Charles Friedek, der in der Qualifikation scheiterte.

Athleten aus der Schweiz, Österreich und Liechtenstein nahmen nicht teil.

## Aktuelle Titelträger
| Olympiasieger 1992                      | Mike Conley Sr. ( USA)             | 18,17 m | Barcelona 1992       |
| Weltmeister 1995                        | Jonathan Edwards ( Großbritannien) | 18,29 m | Göteborg 1995        |
| Europameister 1994                      | Denis Kapustin ( Russland)         | 17,62 m | Helsinki 1994        |
| Panamerikanischer Meister 1995          | Yoelbi Quesada ( Kuba)             | 17,67 m | Mar del Plata 1995   |
| Zentralamerika und Karibik-Meister 1995 | Jérôme Romain ( Dominica)          | 16,80 m | Guatemala-Stadt 1995 |
| Südamerika-Meister 1995                 | Messias José Baptista ( Brasilien) | 16,29 m | Manaus 1995          |
| Asienmeister 1995                       | Zheng Zizhi ( Volksrepublik China) | 16,78 m | Jakarta 1995         |
| Afrikameister 1996                      | Paul Nioze ( Seychellen)           | 16,52 m | Yaoundé 1996         |
| Ozeanienmeister 1994                    | Apolosi Foliaki ( Tahiti)          | 14,95 m | Auckland 1994        |

## Rekorde

### Bestehende Rekorde
| Weltrekord         | 18,29 m | Jonathan Edwards ( Großbritannien) | Göteborg, Schweden           | 7. August 1995 |
| Olympischer Rekord | 17,63 m | Mike Conley Sr. ( USA)             | Finale OS Barcelona, Spanien | 3. August 1992 |

Anmerkung:
Conleys Siegessprung von 1992 mit 18,17 m konnte wegen des um 0,1 m/s zu starken Rückenwindes nicht als Olympiarekord anerkannt werden.

### Rekordverbesserung
Der US-amerikanische Olympiasieger Kenny Harrison verbesserte den bestehenden olympischen Rekord im Finale am 27. Juli zweimal:
- 17,99 m – erster Versuch bei einem Gegenwind von 0,1 m/s
- 18,09 m – vierter Versuch bei einem Gegenwind von 0,4 m/s

## Legende
Kurze Übersicht zur Bedeutung der Symbolik – so üblicherweise auch in sonstigen Veröffentlichungen verwendet:
| – | verzichtet                                 |
| x | ungültig                                   |
| r | Wettkampf nicht fortgesetzt (retired)      |
| w | Windunterstützung über dem zulässigen Wert |

Anmerkung:
Alle Zeiten sind in Ortszeit Atlanta (UTC−5) angegeben.

## Qualifikation
26. Juli 1996, ab 18:10 Uhr
Für die Qualifikation wurden die Athleten in zwei Gruppen gelost. Fünf Springer (hellblau unterlegt) übertrafen die direkte Finalqualifikationsweite von 17,00 m. Damit war die Mindestanzahl von zwölf Finalteilnehmern nicht erreicht. So wurde das Finalfeld mit sieben weiteren Wettbewerbern (hellgrün unterlegt) aus beiden Gruppen nach den nächstbesten Weiten aufgefüllt und es reichten schließlich 16,73 m zur Finalteilnahme.

### Gruppe A

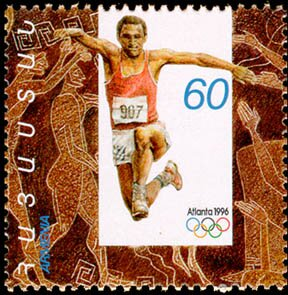
Armenische Briefmarke zum Dreisprung

| Platz | Name                  | Nation         | 1. Versuch (m) Wind (m/s) | 2. Versuch (m) Wind (m/s) | 3. Versuch (m) Wind (m/s) | Resultat (m) |
| 1     | Kenny Harrison        | USA            | 17,58 / −1,1              | –                         | –                         | 17,58        |
| 2     | Yoelbi Quesada        | Kuba           | 17,19 / −1,1              | –                         | –                         | 17,19        |
| 3     | Brian Wellman         | Bermuda        | 17,10 / +0,3              | –                         | –                         | 17,10        |
| 4     | Robert Howard         | USA            | 16,83 / −1,3              | 16,76 / −0,5              | 16,92 / +0,3              | 16,92        |
| 5     | Wiktor Sotnikow       | Russland       | 16,86 / −0,3              | x                         | 16,19 / −2,9              | 16,86        |
| 6     | Jérôme Romain         | Dominica       | 16,80 / −0,3              | x                         | x                         | 16,80        |
| 7     | Frank Rutherford      | Bahamas        | x                         | 16,38 / −0,8              | 16,73 / ±0,0              | 16,73        |
| 8     | Francis Agyepong      | Großbritannien | 16,71 / −1,4              | 16,68 / +0,7              | x                         | 16,71        |
| 9     | Anísio Silva          | Brasilien      | 16,38 / −1,1              | 16,67 / +1,9              | 16,08 / −0,3              | 16,67        |
| 10    | Carlos Calado         | Portugal       | 16,43 / +1.4              | 16,65 / +0,8              | x                         | 16,65        |
| 11    | Vasif Əsədov          | Aserbaidschan  | x                         | x                         | 16,21 / −2,1              | 16,21        |
| 12    | Jacob Katonon         | Kenia          | 16,08 / −0,7              | 16,17 / −0,1              | x                         | 16,17        |
| 13    | Stojko Tsonow         | Bulgarien      | 16,00 / ±0,0              | 16,15 / 1,5               | x                         | 16,15        |
| 14    | Tibor Ordina          | Ungarn         | 16,04 / −0,3              | x                         | x                         | 16,04        |
| 15    | Andrew Murphy         | Australien     | 15,97 / +0,1              | x                         | 16,00 / +0,9              | 16,00        |
| 16    | Festus Igbinoghene    | Nigeria        | 15,95 / −0,3              | x                         | 15,72 / −1,0              | 15,95        |
| 17    | Sergej Arssamasow     | Kasachstan     | 15,91 / +0,3              | x                         | –                         | 15,91        |
| 18    | Maksim Smetanin       | Kirgisistan    | 15,83 / +0,3              | 15,90 / +0,6              | x                         | 15,90        |
| 19    | Hussain Jasim         | Irak           | 15,19 / +0,5              | 15,27 / +0,3              | x                         | 15,27        |
| 20    | Ndabazinhle Mdhlongwa | Simbabwe       | 14,47 / −1,1              | x                         | x                         | 14,47        |
| 21    | Mohamed Karim Sassi   | Türkei         | x                         | x                         | 14,25 / +1,6              | 14,25        |
| DNS   | Māris Bružiks         | Lettland       |                           |                           |                           |              |

### Gruppe B

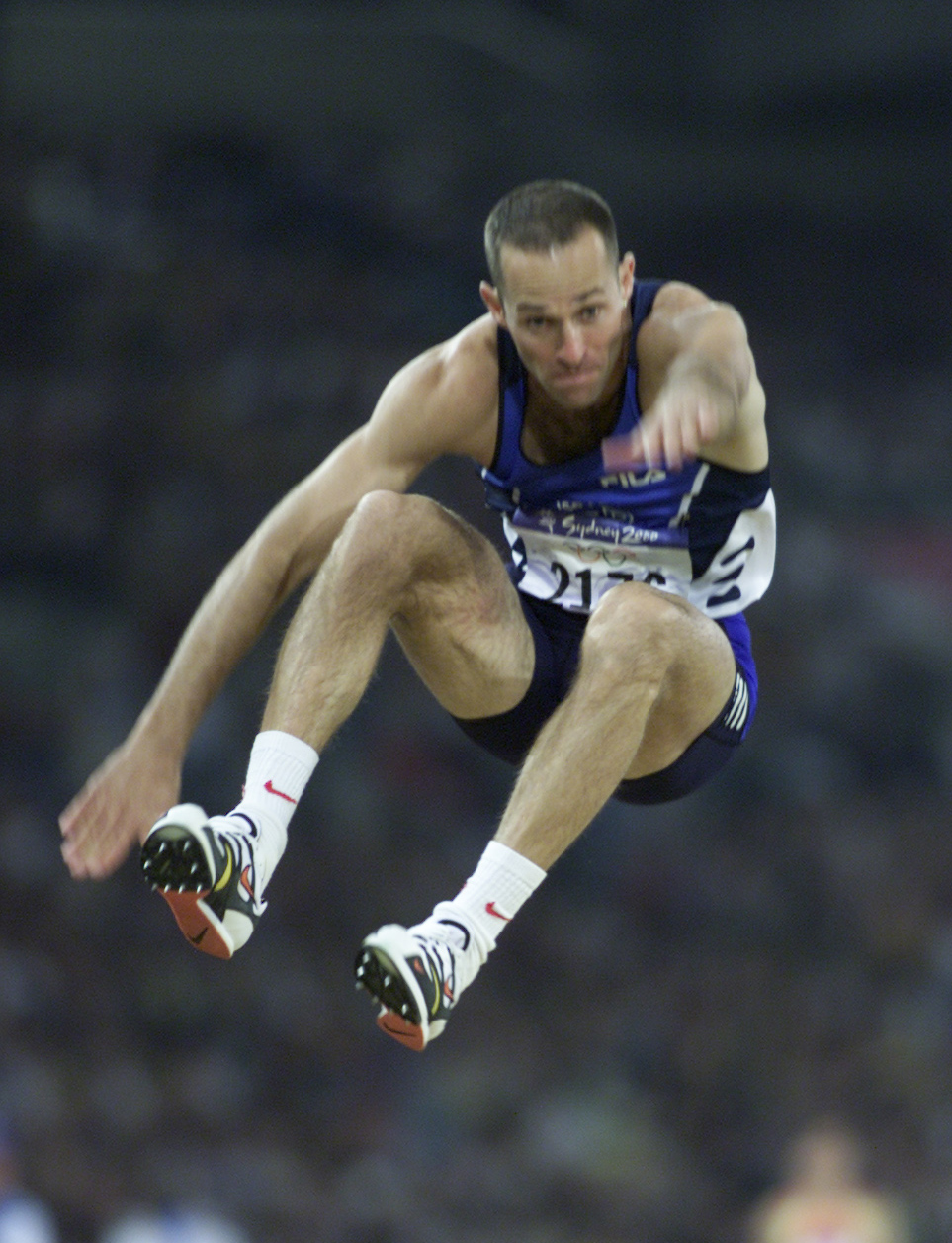
Rogel Nachum schied mit 16,67 m aus

| Platz | Name                   | Nation              | 1. Versuch (m) Wind (m/s) | 2. Versuch (m) Wind (m/s) | 3. Versuch (m) Wind (m/s) | Resultat (m) |
| 1     | Mike Conley Sr.        | USA                 | 17,20 / +0,8              | –                         | –                         | 17,2000      |
| 2     | Galin Georgiew         | Bulgarien           | 17,02 / ±0,0              | –                         | –                         | 17,0200      |
| 3     | Jonathan Edwards       | Großbritannien      | 16,93 / −0,6              | 16,96 / ±0,0              | –                         | 16,9600      |
| 4     | Wolodymyr Krawtschenko | Ukraine             | 16,71 / +0,6              | 16,90 / −0,1              | x                         | 16,9000      |
| 5     | Armen Martirosjan      | Armenien            | 15,71 / +0,2              | 16,68 / −0,4              | 16,74 / −0,7              | 16,7400      |
| 6     | Charles Friedek        | Deutschland         | x                         | 16,71 / +0,6              | 16,58 / −1,1              | 16,7100      |
| 7     | Aliecer Urrutia        | Kuba                | 16,71 / +0,5              | 16,54 / +0,2              | x                         | 16,7100      |
| 8     | Wassili Sokow          | Russland            | x                         | 16,68 / +0,1              | x                         | 16,6800      |
| 9     | Rogel Nachum           | Israel              | 15,86 / +0,8              | 16,67 / −0,2              | 16,53 / −0,4              | 16,6700      |
| 10    | Yoel García            | Kuba                | 15,94 / −3,7              | x                         | 16,62 / −2,0              | 16,6200      |
| 11    | Zou Sixin              | Volksrepublik China | 16,13 / −0,9              | 16,44 / +0,8              | 16,53 / −0,1              | 16,5300      |
| 12    | Messias José Baptista  | Brasilien           | 16,02 / ±0,0              | 16,45 / −0,4              | 16,13 / −1,7              | 16,4500      |
| 13    | Audrius Raizgys        | Litauen             | 16,38 / +0,2              | x                         | 16,06 / −1,2              | 16,3800      |
| 14    | Zsolt Czingler         | Ungarn              | 16,22 / +0,3              | 16,35 / +1,2              | x                         | 16,3500      |
| 15    | Salem al-Ahmadi        | Saudi-Arabien       | x                         | 15,97 / +0,4              | 16,30 / +0,7              | 16,3000      |
| 16    | Francis Dodoo          | Ghana               | x                         | x                         | 16,24 / +0,1              | 16,2400      |
| 17    | Sigurd Njerve          | Norwegen            | 15,22 / +0,2              | x                         | 16,15 / +2,4              | 16,15 w      |
| 18    | Aleksey Fatyanov       | Aserbaidschan       | 16,14 / −0,7              | x                         | 16,13 / +0,7              | 16,1400      |
| 19    | Igor Sautkin           | Russland            | x                         | x                         | 16,06 / +0,7              | 16,0600      |
| 20    | Jewgenij Petin         | Usbekistan          | x                         | 15,58 / +0,6              | 15,89 / −0,2              | 15,8900      |
| 21    | Paul Nioze             | Seychellen          | 15,63 / −0,2              | 15,43 / ±0,0              | x                         | 15,6300      |
| 22    | Kawan Lovelace         | Belize              | 15,40 / +0,2              | x                         | 14,97 / −0,2              | 15,4000      |

## Finale
27. Juli 1996, 19:00 Uhr
| Platz | Name                   | Nation         | 1. Versuch (m) Wind (m/s) | 2. Versuch (m) Wind (m/s) | 3. Versuch (m) Wind (m/s) | 4. Versuch (m) Wind (m/s)                | 5. Versuch (m) Wind (m/s)                | 6. Versuch (m) Wind (m/s)                | Resultat (m) | Anmerkung                     |
| 1     | Kenny Harrison         | USA            | 17,99 OR / −0,1           | x                         | –                         | 18,09 OR / −0,4                          | –                                        | x                                        | 18,09        | OR                            |
| 2     | Jonathan Edwards       | Großbritannien | x                         | x                         | 17,13 / −0,5              | 17,88 / +0,9                             | x                                        | x                                        | 17,88        |                               |
| 3     | Yoelbi Quesada         | Kuba           | 17,04 / ±0,0              | 17,29 / −0,3              | x                         | 17,44 / +0,2                             | x                                        | x                                        | 17,44        |                               |
| 4     | Mike Conley Sr.        | USA            | 17,08 / +1,5              | x                         | 16,17 / −0,5              | 17,40 / +0,2                             | x                                        | x                                        | 17,40        |                               |
| 5     | Armen Martirosjan      | Armenien       | 16,85 / +1,0              | x                         | 16,97 / +1,1              | 16,48 / +0,3                             | x                                        | 16,34 / +0,8                             | 16,97        |                               |
| 6     | Brian Wellman          | Bermuda        | 16,95 / −0,4              | x                         | 16,82 / −0,8              | x                                        | x                                        | x                                        | 16,95        |                               |
| 7     | Galin Georgiew         | Bulgarien      | 16,85 / +1,3              | x                         | x                         | x                                        | x                                        | 16,92 / +1,0                             | 16,92        |                               |
| 8     | Robert Howard          | USA            | 16,72 / −0,1              | 16,83 / +0,4              | 16,90 / −1,2              | x                                        | 16,44 / −1,7                             | 16,52 / +1,0                             | 16,90        |                               |
|       |                        |                |                           |                           |                           |                                          |                                          |                                          |              |                               |
| 9     | Wiktor Sotnikow        | Russland       | 16,84 / +0,6              | 16,53 / +0,3              | 16,56 / +0,2              | nicht im Finale der besten acht Springer | nicht im Finale der besten acht Springer | nicht im Finale der besten acht Springer | 16,84        |                               |
| 10    | Wolodymyr Krawtschenko | Ukraine        | 16,35 / +0,6              | 15,92 / +0,3              | 16,62 / −0,3              | nicht im Finale der besten acht Springer | nicht im Finale der besten acht Springer | nicht im Finale der besten acht Springer | 16,62        |                               |
| 11    | Frank Rutherford       | Bahamas        | 16,38 / +1,1              | x                         | 16,36 / −0,5              | nicht im Finale der besten acht Springer | nicht im Finale der besten acht Springer | nicht im Finale der besten acht Springer | 16,38        |                               |
| NM    | Jérôme Romain          | Dominica       | x                         | r                         |                           | nicht im Finale der besten acht Springer | nicht im Finale der besten acht Springer | nicht im Finale der besten acht Springer | ogV          | verletzungsbedingt aufgegeben |

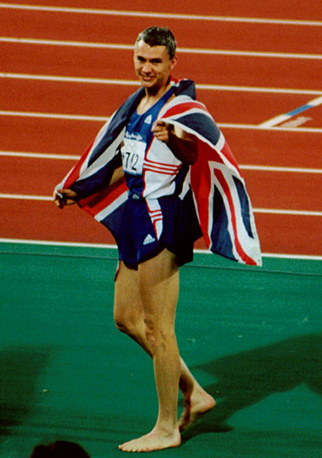
Der amtierende Weltmeister und Weltrekordler Jonathan Edwards (hier nach seinem Olympiasieg 2000) gewann die Silbermedaille

Zwölf Athleten hatten sich für das Finale qualifiziert, fünf über die geforderte Qualifikationsweite, die anderen sieben über ihre Platzierungen. Drei US-Amerikaner trafen auf je einen Teilnehmer aus Armenien, den Bahamas, den Bermudas, Bulgarien, Dominica, Kuba, Russland, der Ukraine und Großbritannien.
Zum Favoritenkreis gehörten vor allem der amtierende Weltmeister und Weltrekordler Jonathan Edwards aus Großbritannien und der US-amerikanische Olympiasieger von 1992 Mike Conley Sr. Darüber hinaus gingen Conleys Landsmann Kenny Harrison, der kubanische Panamerika-Meister und WM-Vierte Yoelbi Quesada, Vizeweltmeister Brian Wellman von den Bermudas und der WM-Dritte Jérôme Romain aus Dominica mit guten Aussichten auf Medaillenplatzierungen an den Start.
Im Finale entwickelte sich von Beginn an ein hochklassiger Wettkampf. Mit neuem Olympiarekord von 17,99 m ging Kenny Harrison gleich in der ersten Runde in Führung. Romain musste schon nach seinem ersten Sprung verletzt aufgeben. Quesada schob sich im zweiten Durchgang auf Platz zwei vor, während Edwards schon zwei Fehlversuche hatte. Im dritten Versuch gelangen dem Briten 17,13 m, somit konnte er erstmal zumindest den Wettkampf weiterführen. Er schien schon ziemlich geschockt zu sein von Harrisons besonderer Leistung. Harrison baute in der dritten Runde derweil seine Führung auf 18,09 m noch weiter aus. Damit gelang ihm der erste reguläre 18-Meter-Sprung in der olympischen Geschichte. Im vierten Versuch sprang Edwards mit 17,88 m auf ein ihm angemessenes Niveau und zog an Quesada vorbei, der sich seinerseits auf 17,44 m verbessert hatte. In Runde fünf gab es durch den US-Athleten Robert Howard nur einen einzigen gültigen Sprung. Harrison hatte ausgelassen, alle anderen produzierten Fehlversuche. Auch im letzten Durchgang änderte sich an der Reihenfolge auf den Medaillenrängen nichts mehr. Olympiasieger wurde Kenny Harrison, Die Medaillen gingen an Jonathan Edwards – Silber – und Yoelbi Quesada – Bronze. Mike Conley Sr. belegte mit 17,40 m aus dem vierten Versuch Rang vier vor dem Armenier Armen Martirosjan und Brian Wellman.
Yoelbi Quesada war der erste Medaillengewinner Kubas im Dreisprung der Männer.

## Videolinks
- Men's Triple Jump Final Atlanta Olympics 27-07-1996, youtube.com, abgerufen am 9. Januar 2022
- Men's Triple Jump Final Atlanta Olympics 1996, youtube.com, abgerufen am 4. März 2018